# 朱元冰
朱元冰（Ryan，1995年1月11日—），中國內地男歌手、演員、主持人，出生於上海，畢業於上海視覺藝術學院。
他作為青春偶像組合RTA的成員正式出道，發行《因為遇見你》《薛定諤的貓》等單曲，並主演《超級小郎中》《端腦》《追球》等影視劇，曾獲得「繁星盛典」年度跨界藝人的榮譽。